# 栃木県道198号足利停車場線

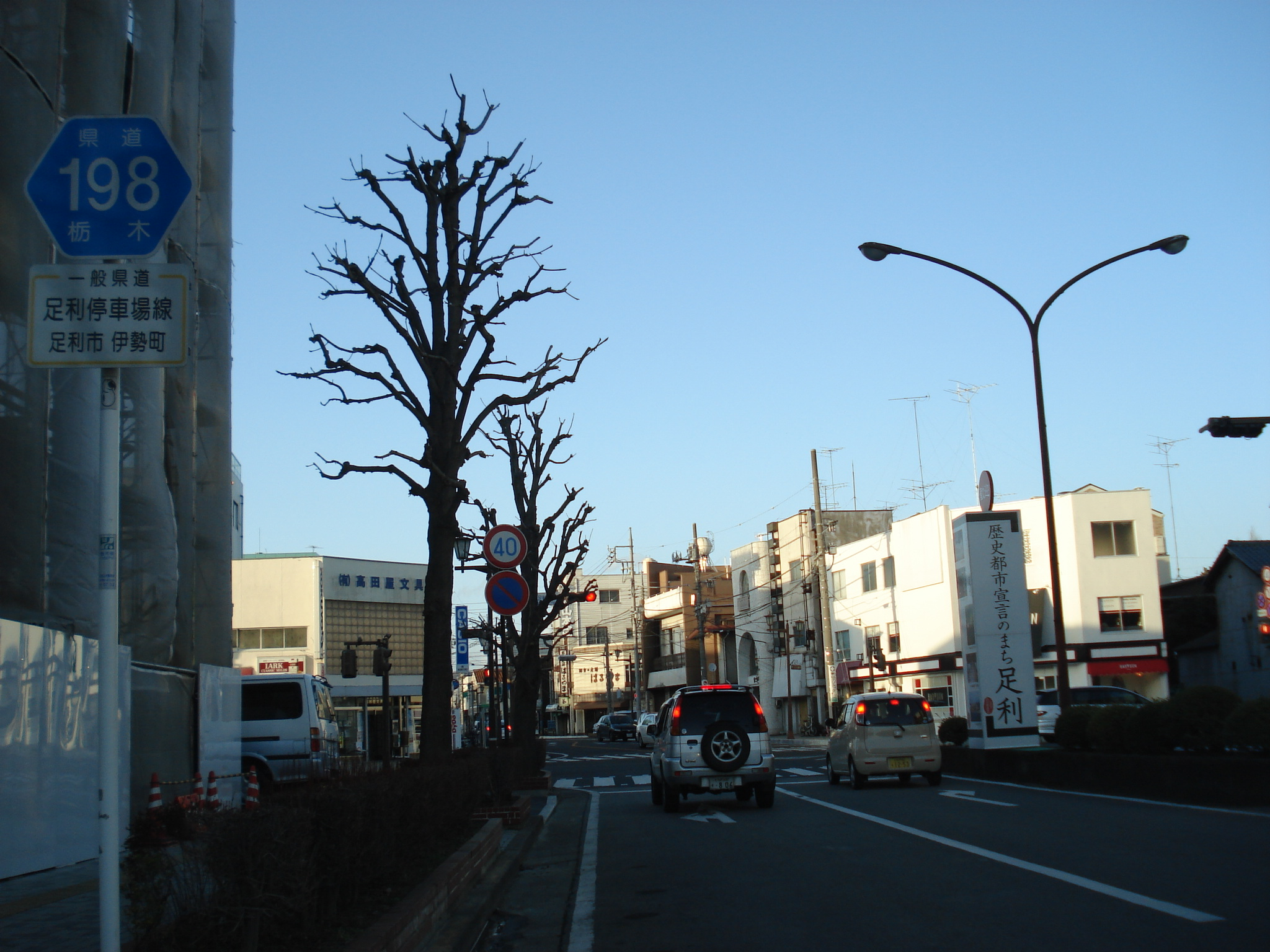
県道番号標識（起点側）

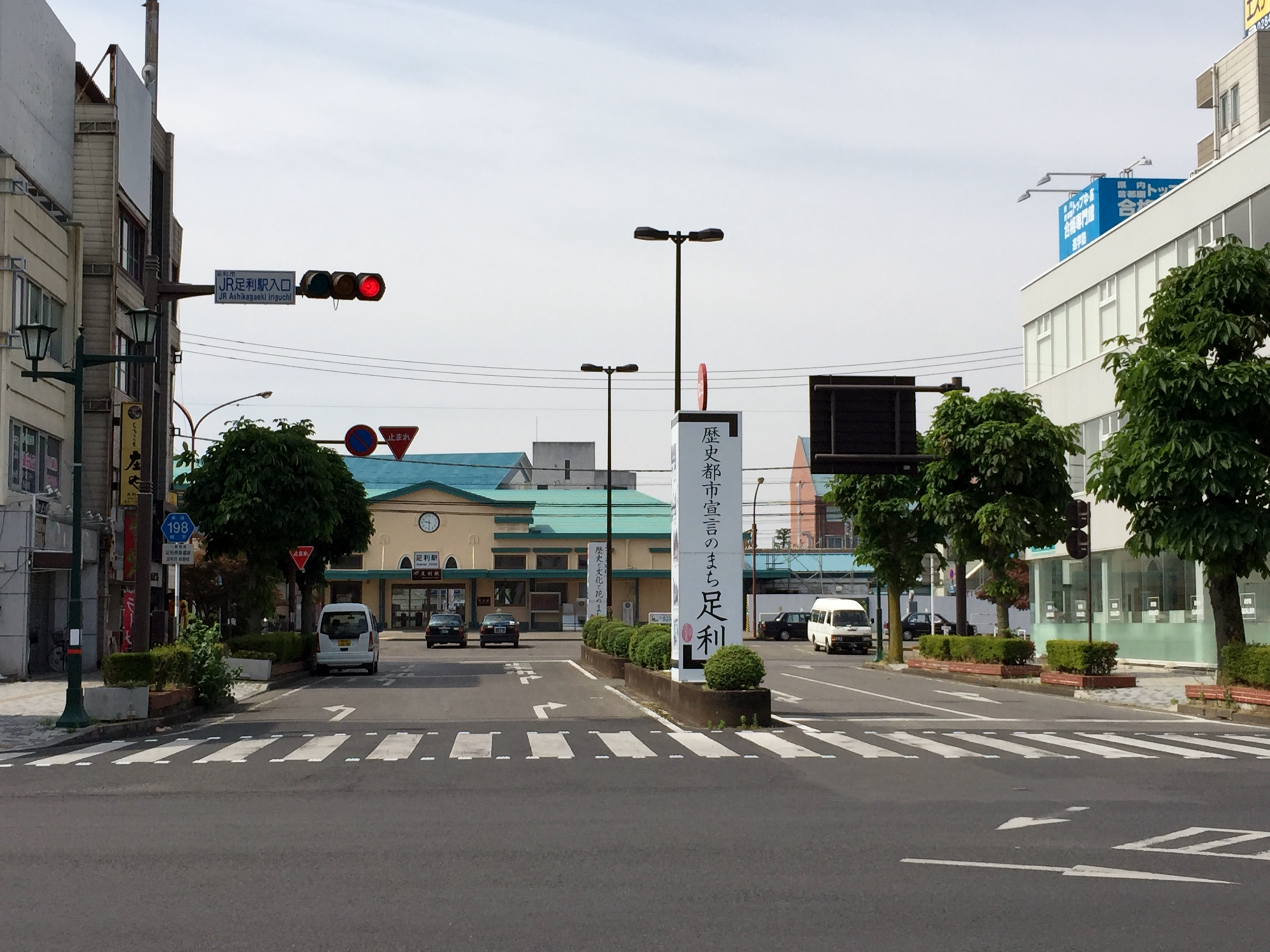
JR足利駅入口交差点
（終点、2015年5月）

栃木県道198号足利停車場線（とちぎけんどう198ごう あしかがていしゃじょうせん）は、栃木県足利市を通過する一般県道である。

## 概要

### 路線データ
- 距離 : 0.038km
- 起点 : 栃木県足利市伊勢町1丁目（JR両毛線足利駅北口）
- 終点 : 栃木県足利市伊勢町1,3丁目（JR足利駅入口交差点＝栃木県道67号桐生岩舟線交点）

## 歴史
- 1961年（昭和36年）4月1日指定

## 地理

### 通過する自治体
- 栃木県
  - 足利市

### 沿線
- JR両毛線足利駅（伊勢町1丁目）
- 足利警察署足利駅前交番（伊勢町1丁目）